# Gyula-László-Gymnasium und -Grundschule
Das Gyula-László-Gymnasium und -Grundschule (ungarisch László Gyula Gimnázium és Általános Iskola) sind eine Bildungseinrichtung in Budapest, XV. Budapester Bezirk, der nach dem ungarischen Historiker und Archäologen Gyula László (1910–1998) benannt wurde.

## Geschichte
Das Gyula-László-Gymnasium und -Grundschule gibt es seit 1972 in Budapest. Die Einrichtung wurde ursprünglich als Grundschule gegründet und im Laufe der Jahrzehnte erweitert, um den modernen Bildungsanforderungen gerecht zu werden.
Ein wichtiger Meilenstein im Leben der Schule war 1995, als die achtklassige Oberschulausbildung eingeführt wurde. Dies gab den Schülern die Möglichkeit, bereits im Alter von zehn Jahren mit dem Gymnasium zu beginnen.
Ein weiterer bedeutender Wendepunkt in der Geschichte der Schule ereignete sich im Jahr 2000, als die Einrichtung den Namen Gyula László annahm. Gyula László, ungarischer Archäologe, Historiker und Professor, der durch seine Forschungen zur Ära der Landnahme bekannt wurde, zeichnet sich nicht nur durch seine wissenschaftlichen Leistungen aus, sondern auch durch seine Bemühungen, die ungarische nationale Identität zu bewahren und das Geschichtsbewusstsein zu kultivieren. Die Aufnahme seines Namens ist von symbolischer Bedeutung, da sich die Schule auch dazu verpflichtet hat, Respekt vor Traditionen und wissenschaftlicher Neugier in der Bildung zu verbinden.

## Schulleiter
- Gyuláné Munkácsy (1972–1978)
- Józsefné Madarász (1978–1992)
- Istvánné Csonti (1992–2006)
- Andrea Bäckné Kremm (2006–)